# Folketing
Het Folketing (Deens: Folketinget [ˈfɔlɡəˌteŋˀð]) is het parlement van het Koninkrijk Denemarken, dat Denemarken, Groenland en de Faeröer omvat.
Het Folketing bestaat uit 179 zetels die door evenredige vertegenwoordiging gekozen worden. De Faeröer en Groenland hebben elk twee zetels. De overige leden worden vanuit de 92 Deense kieskringen gekozen. De leden worden gekozen voor een termijn van maximaal vier jaar. De premier kan, met goedkeuring van de vorst, vervroegde verkiezingen uitschrijven, waarmee de termijn voor de parlementsleden vervroegd afloopt.

## Benaming
De naam Folketing betekent 'volksvergadering'. De uitgang -et (Folketinget) fungeert als aangehecht bepaald lidwoord; de vertaling is in dat geval 'de volksvergadering'.
Het eerste lid, Folk betekent 'volk' of 'de mensen'; het tweede lid ting gaat terug op het Proto-Germaanse woord *þinga', dat duidt op een rechtsprekende vergadering of een bijeenkomst om geschillen te bespreken.

## Geschiedenis
Het Folketing, het Deense eenkamerige parlement, houdt sinds 1849 zitting in de Christiansborg op het eiland Slotsholmen, in het hart van Kopenhagen.
Van 1849 tot 1953 was het Folketing een van de twee kamers in de Deense Rigsdag (Rijksdag). De andere was het Landsting (Landstinget). Beide kamers hadden evenveel macht, maar waar het Folketing het volk vertegenwoordigde, vertegenwoordigde het Landsting de oude aristocratie. Tot 1915 werden de meeste zetels in het Landsting door censuskiesrecht ingevuld; de overige zetels werden door de vorst aangewezen. Vanaf 1915 mocht ook de gewone bevolking stemmen, zij het indirect met een districtenstelsel en een hoge kiesgerechtigde leeftijd. In de volgende decennia verloor de Landsting aan invloed – de wetten werden immers in het Folketing gemaakt – en werd een overbodig bureaucratisch orgaan.
Na een referendum in 1953 werden de twee kamers samengevoegd. Volgens de Deense grondwet ligt de wetgevende macht nu zowel bij het Folketing als bij de koning. De koning tekent aangenomen wetten als een formaliteit, al kan hij principe zonder gevolgen weigeren een wet te tekenen.
Het komt zelden voor dat een partij de absolute meerderheid behaalt; de laatste keer was in 1901. De oorzaak ligt in de Deense Kieswet en  Parlementswet. Denemarken hanteert een kiesdrempel van slechts twee procent (3,6 zetels) en reserveert bovendien voor Groenland en Faeröer elk twee zetels, de zogenaamde Noord-Atlantische mandaten. Daardoor kunnen er enkele zetels naar partijen uit deze autonome gebiedsdelen gaan. Dientengevolge ontstaan er politieke blokken en worden er coalitieregeringen gevormd.
De sociaaldemocraten (Socialdemokraterne) en het centrumrechtse Venstre zijn van oudsher de grootste partijen van Denemarken en leverden (met uitzondering van de jaren 1968–1971 en 1982–1993) ook vrijwel altijd de premier. In de praktijk wordt Denemarken vaak geregeerd door een minderheidsregering, met gedoogsteun van andere partijen in het parlement. Sinds 2022 is echter een meerderheidskabinet aan de macht, bestaande uit Socialdemokraterne, Venstre en Moderaterne.

## Kieswet en Parlementswet
De Deense Kieswet en Parlementswet lijken op die van Nederland. Toch zijn er grote verschillen:
- Er is een kiesdrempel van 2% van de stemmen, omgerekend 3,6 zetels in het Folketing.
- Nieuwe partijen dienen bij deelname aan de verkiezingen het aantal handtekeningen te verzamelen ter grootte van één zetel volgens de kiesdeler, hetgeen overeenkomt met ongeveer 20.000 handtekeningen.
- Een lid van het Folketing is parlementair onschendbaar, tenzij aan twee voorwaarden voldaan is: het parlementslid is op heterdaad betrapt en een meerderheid van het Folketing besluit de immuniteit op te heffen.
- Debatten en algemene vergaderingen mogen in besloten kring (zonder publiek) gehouden worden, al is dit sinds de Duitse inval in Denemarken in de Tweede Wereldoorlog niet meer voorgekomen.

## Samenstelling van het Folketing

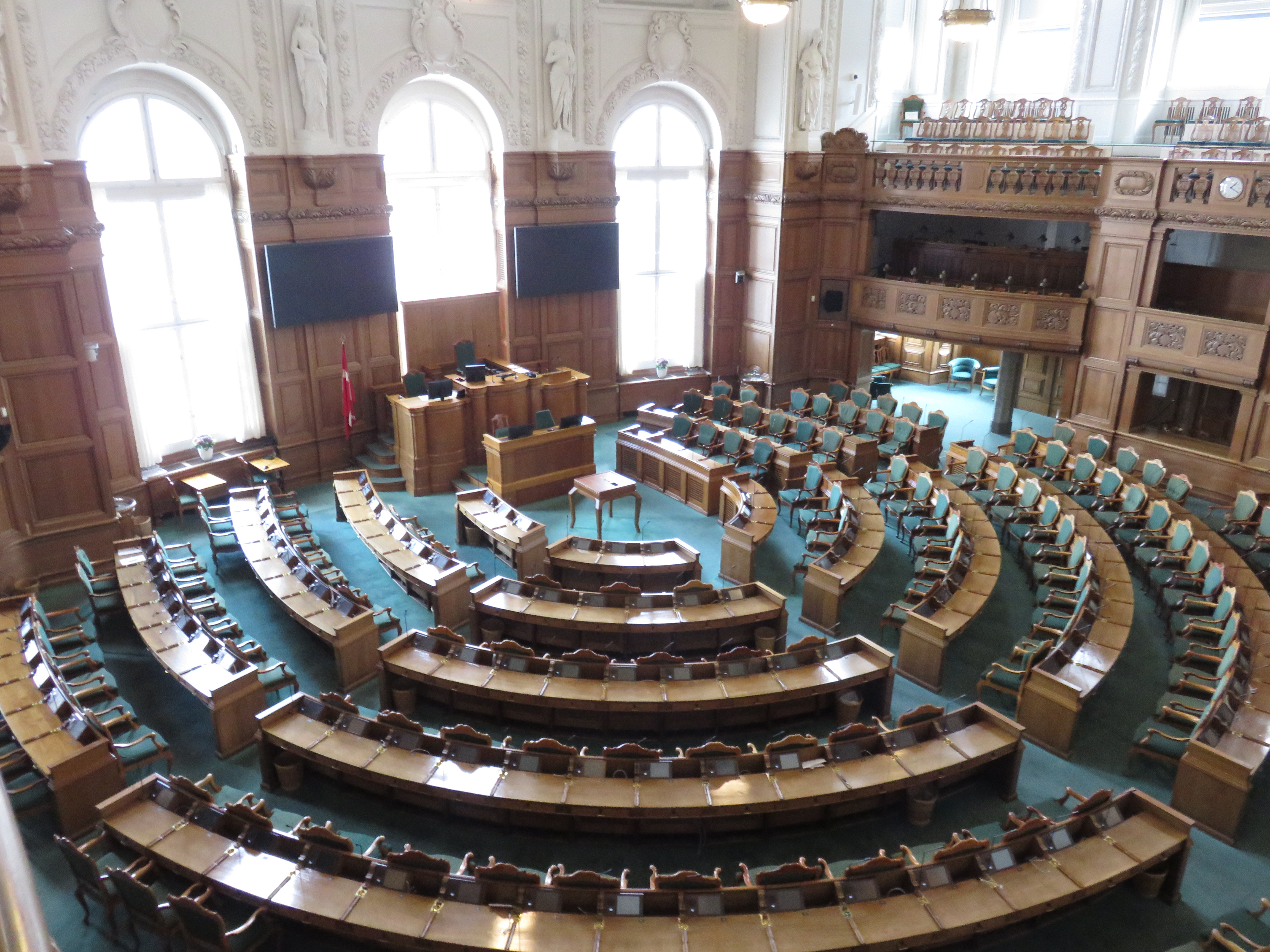
De vergaderzaal van het Folketing in de Christiansborg

De zetelverdeling in het Folketing werd bij de parlementsverkiezingen van 2022 als volgt bepaald:
| Partij    | Partij                       | Partij | Stemmen | %      | Zetels        |
| --------- | ---------------------------- | ------ | ------- | ------ | ------------- |
|           | Socialdemokraterne           | A      | 971.995 | 27,50% | 50 / 179(28%) |
|           | Venstre                      | V      | 470.546 | 13,32% | 23 / 179(13%) |
|           | Moderaterne                  | M      | 327.699 | 9,27%  | 16 / 179(9%)  |
|           | Socialistisk Folkeparti      | F      | 293.186 | 8,30%  | 15 / 179(8%)  |
|           | Danmarksdemokraterne         | Æ      | 286.796 | 8,12%  | 14 / 179(8%)  |
|           | Liberal Alliance             | I      | 278.656 | 7,89%  | 14 / 179(8%)  |
|           | Det Konservative Folkeparti  | C      | 194.820 | 5,51%  | 10 / 179(6%)  |
|           | Enhedslisten – De Rød-Grønne | Ø      | 181.452 | 5,13%  | 9 / 179(5%)   |
|           | Radikale Venstre             | B      | 133.931 | 3,79%  | 7 / 179(4%)   |
|           | Nye Borgerlige               | D      | 129.524 | 3,67%  | 6 / 179(3%)   |
|           | Alternativet                 | Å      | 117.567 | 3,33%  | 6 / 179(3%)   |
|           | Dansk Folkeparti             | O      | 93.428  | 2,64%  | 5 / 179(3%)   |
| Faeröer   |                              |        |         |        |               |
|           | Sambandsflokkurin            | SP     | 8.198   | 30,2%  | 1 / 179(0.6%) |
|           | Javnaðarflokkurin            | JF     | 7.659   | 28,1%  | 1 / 179(0.6%) |
| Groenland |                              |        |         |        |               |
|           | Siumut                       | SIU    | 7.424   | 37,6%  | 1 / 179(0.6%) |
|           | Inuit Ataqatigiit            | IA     | 4.852   | 24,6%  | 1 / 179(0.6%) |

### Wijzigingen
Na de verkiezingen stapten twee leden van Nye Borgerlige over naar de Dansk Folkeparti. Daardoor heeft de Dansk Folkeparti nu in totaal zeven zetels en Nye Borgerlige vier.

## Voorzitters van het Folketing
Sinds het Folketing in 1953 een eenkamerparlement werd, dienden de volgende personen als parlementsvoorzitter:

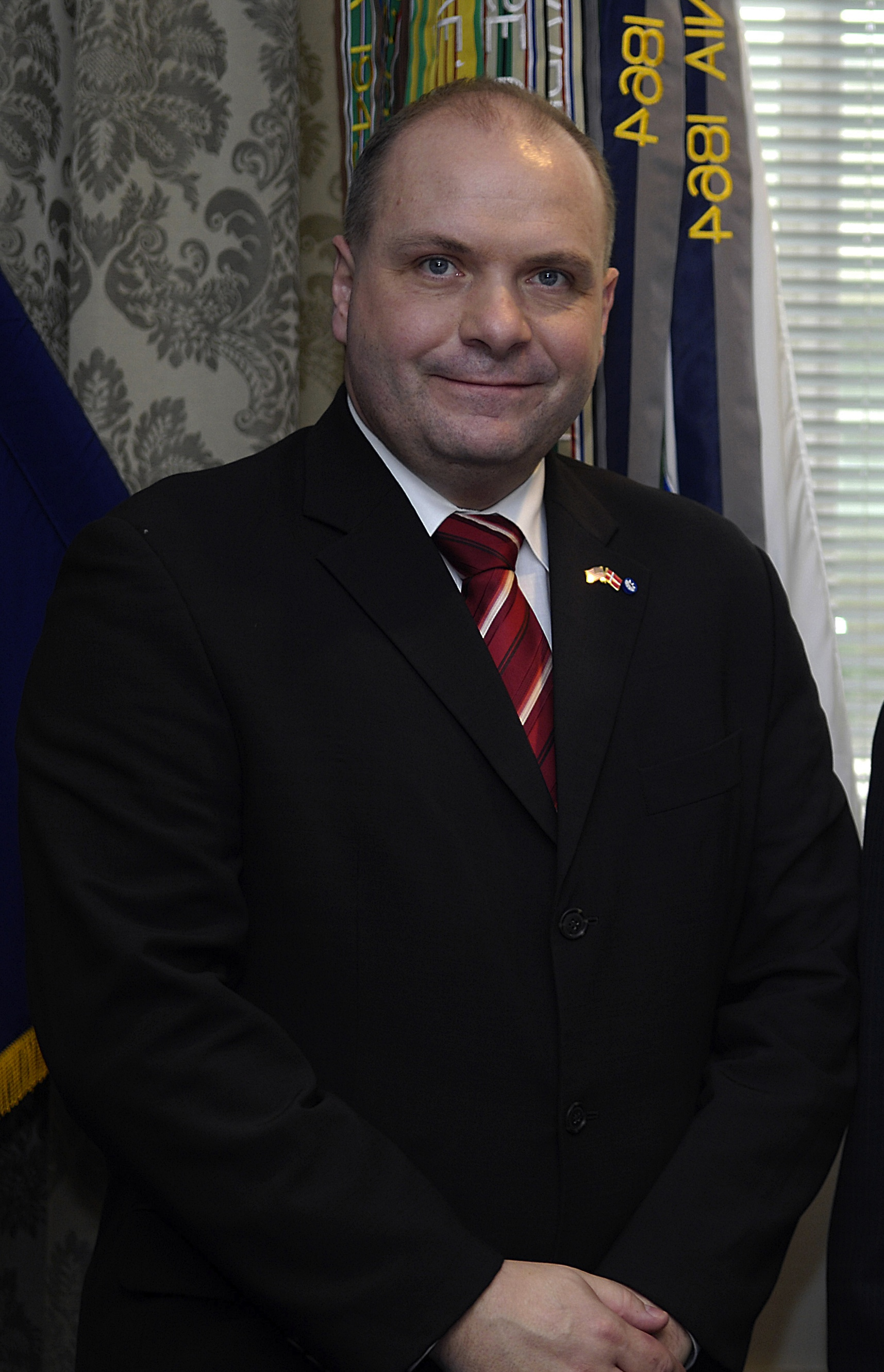
Søren Gade, voorzitter sinds 2022

| Termijn    | Naam                  | Partij                      |
| ---------- | --------------------- | --------------------------- |
| 1950–1964  | Gustav Pedersen       | Socialdemokraterne          |
| 1964–1968  | Julius Bomholt        | Socialdemokraterne          |
| 1968–1978  | Karl Skytte           | Radikale Venstre            |
| 1978–1981  | Knud Børge Andersen   | Socialdemokraterne          |
| 1981–1989  | Svend Jakobsen        | Socialdemokraterne          |
| 1989       | Erik Ninn-Hansen      | Det Konservative Folkeparti |
| 1989–1993  | Hans Peter Clausen    | Det Konservative Folkeparti |
| 1993–1994  | Henning Rasmussen     | Socialdemokraterne          |
| 1994–1998  | Erling Olsen          | Socialdemokraterne          |
| 1998–2003  | Ivar Hansen           | Venstre                     |
| 2003       | Svend Auken           | Socialdemokraterne          |
| 2003–2007  | Christian Mejdahl     | Venstre                     |
| 2007–2011  | Thor Pedersen         | Venstre                     |
| 2011–2015  | Mogens Lykketoft      | Socialdemokraterne          |
| 2015–2019  | Pia Kjærsgaard        | Dansk Folkeparti            |
| 2019–2022  | Henrik Dam Kristensen | Socialdemokraterne          |
| sinds 2022 | Søren Gade            | Venstre                     |

## Foto's

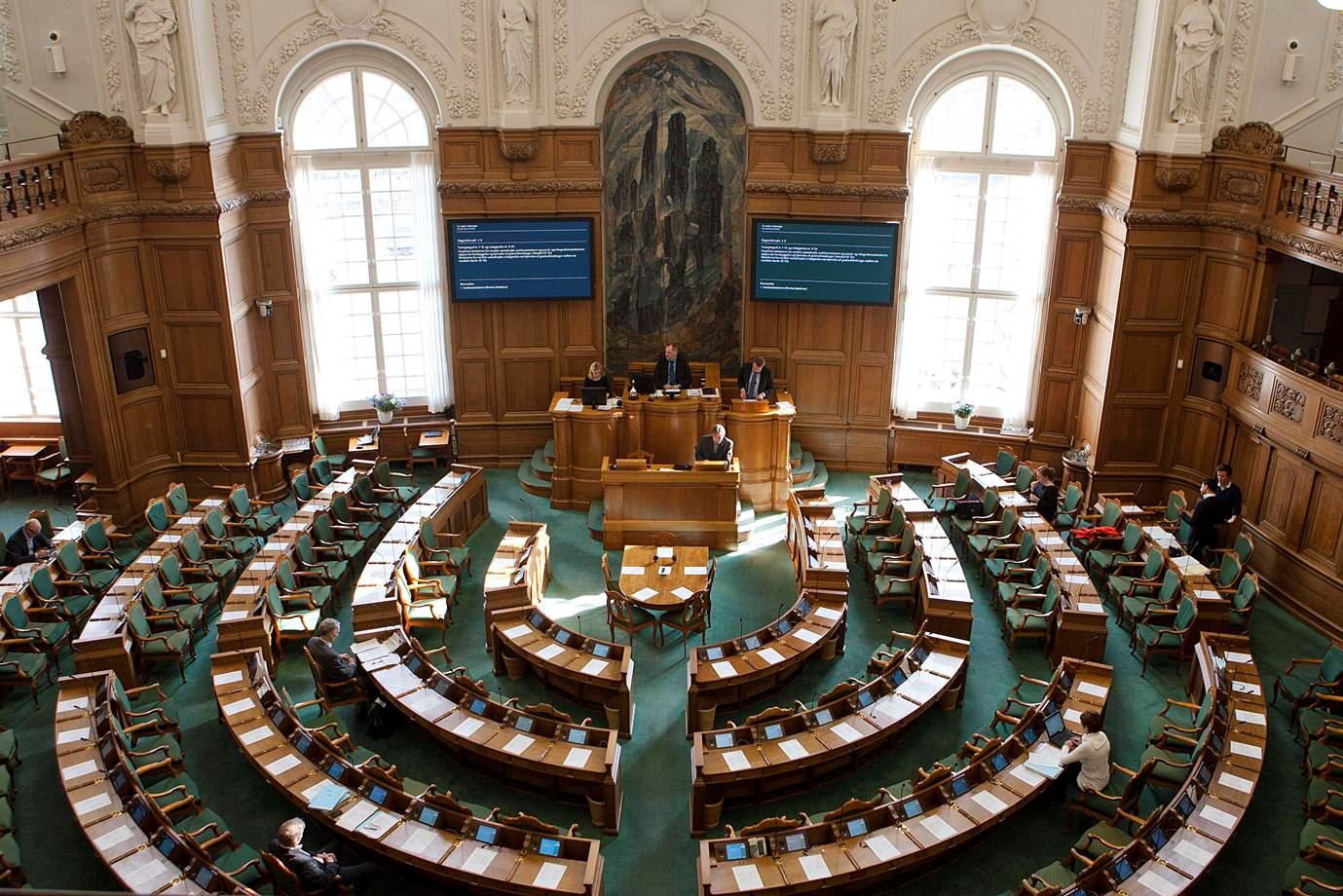
Folketinget tijdens debat
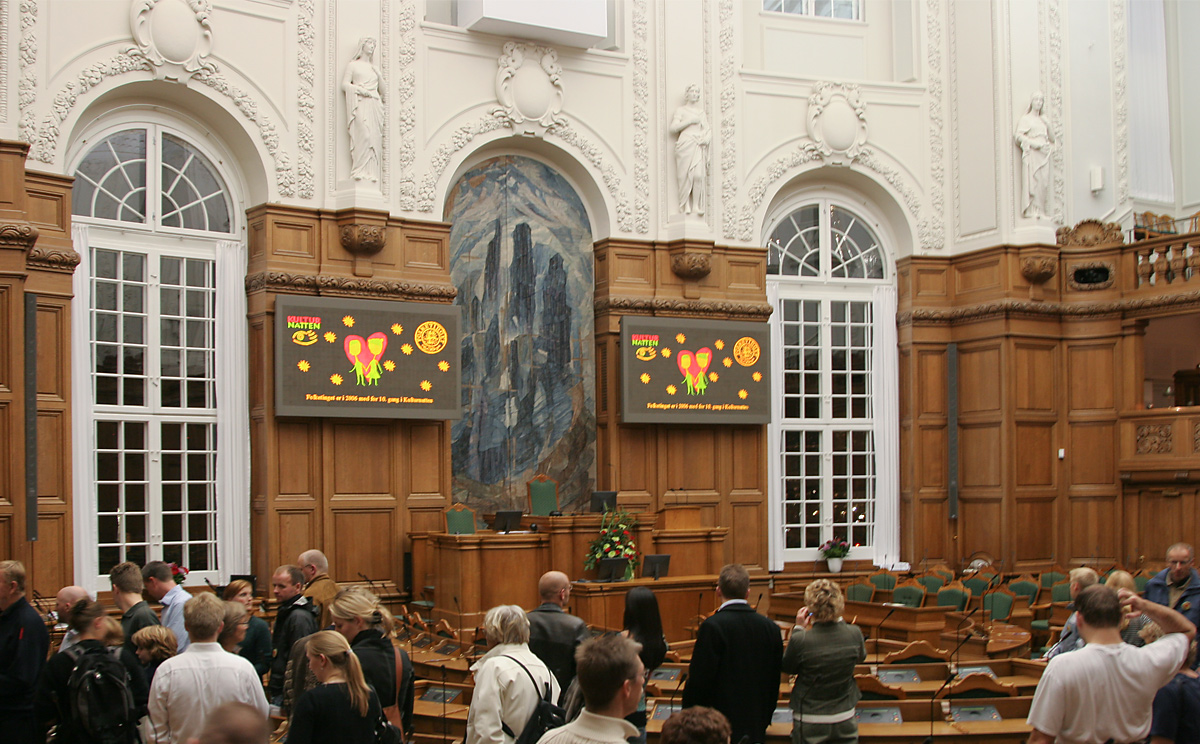
Folketingssalen. Tijdens Kulturnatten 2006 (cultuurnacht 2006)
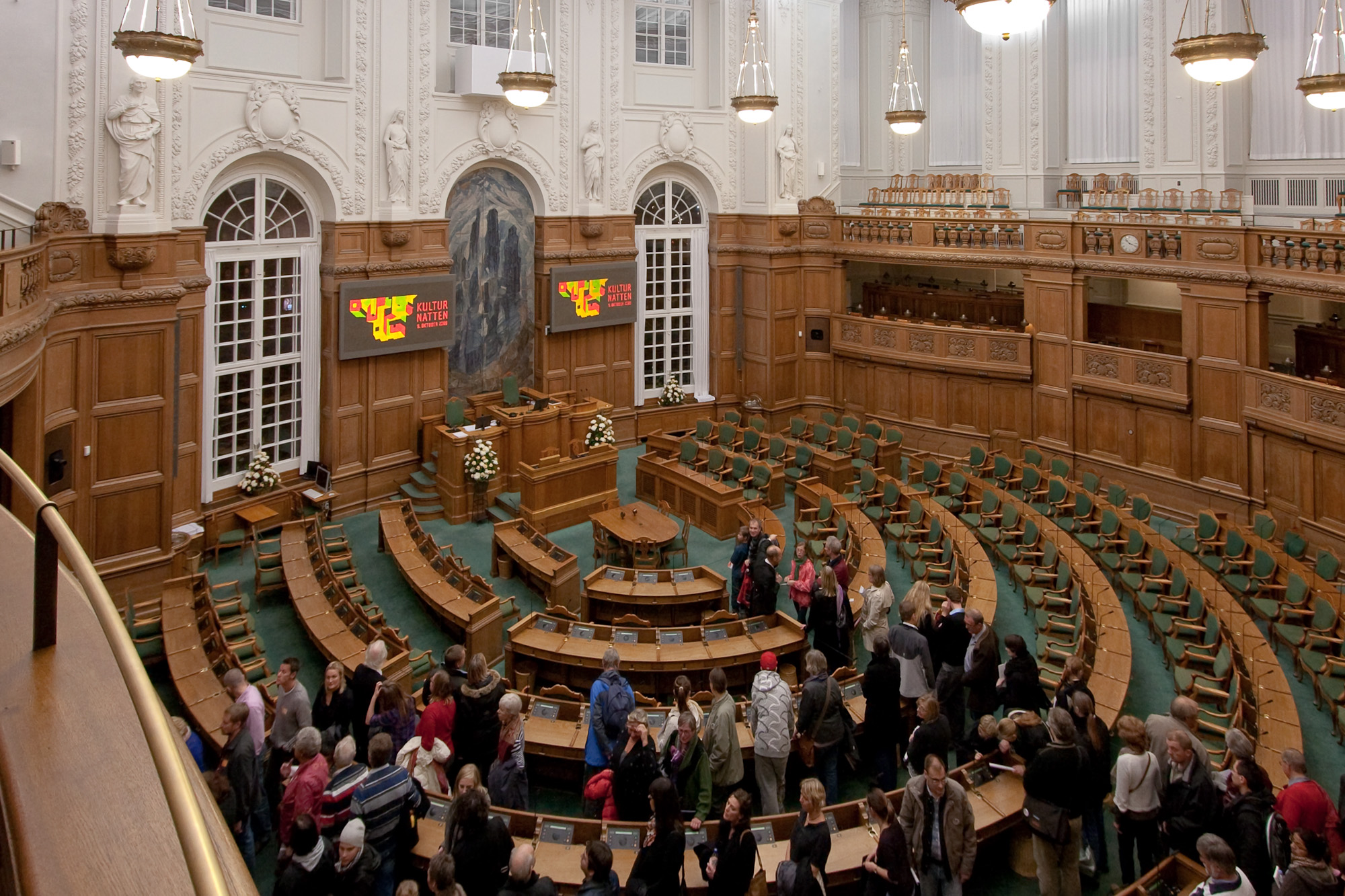
Folketingssalen. Tijdens Kulturnatten 2006
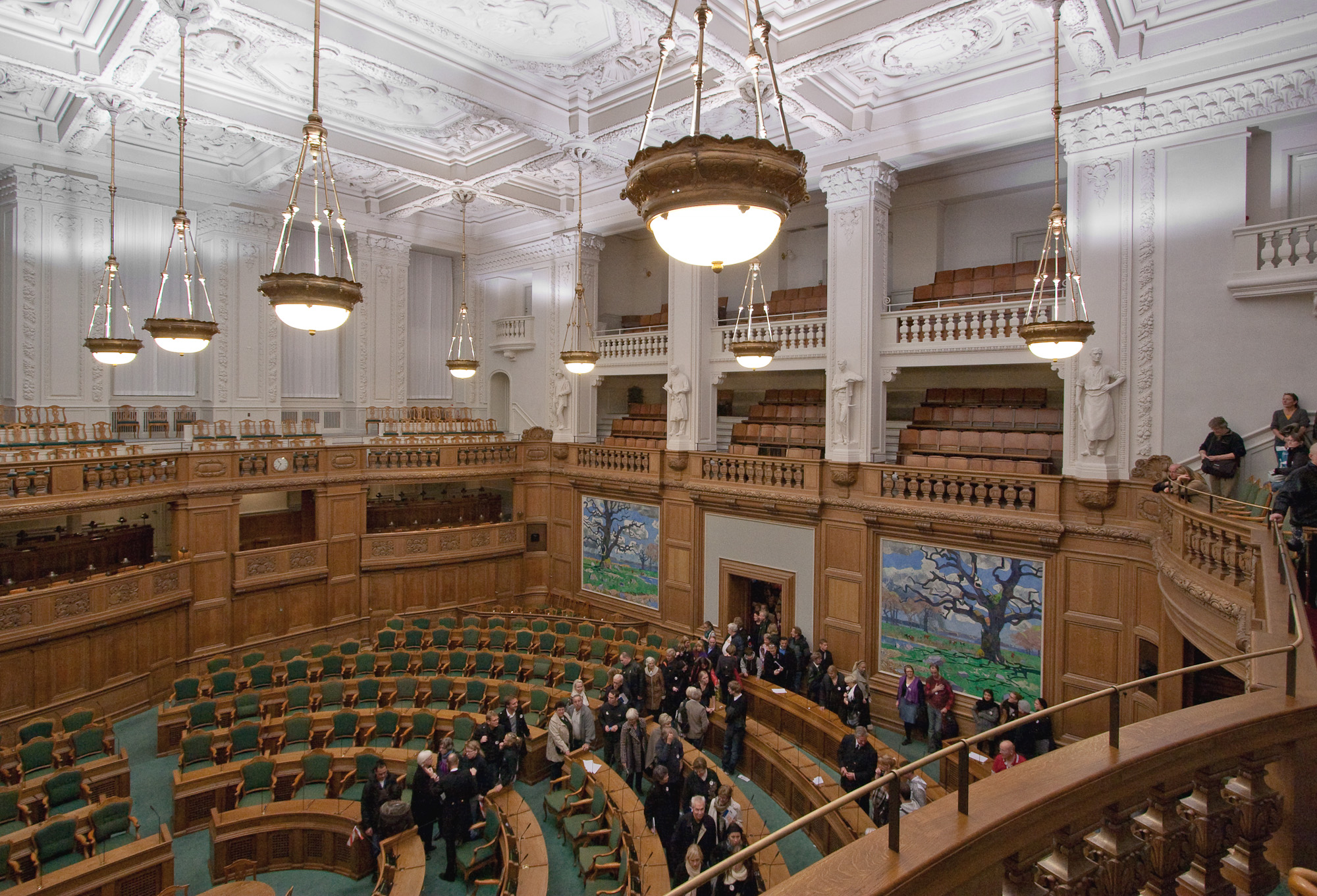
Folketingssalen. Tijdens Kulturnatten 2006

1849 · 1852 · 1853 (I) · 1853 (II) · 1854 · 1855 · 1858 · 1861 · 1864 · 1866 (jun) · 1866 (okt) · 1869 · 1872 · 1873 · 1876 · 1879 · 1881 (I) · 1881 (II) · 1884 · 1887 · 1890 · 1892 · 1895 · 1898 · 1901 · 1903 · 1906 · 1909 · 1910 · 1913 · 1915 · 1918 · 1920 (I) · 1920 (II) · 1920 (III) · 1924 · 1926 · 1929 · 1932 · 1935 · 1939 · 1943 · 1945 · 1947 · 1950 · 1953 (I) · 1953 (II) · 1957 · 1960 · 1964 · 1966 · 1968 · 1971 · 1973 · 1975 · 1977 · 1979 · 1981 · 1984 · 1987 · 1988 · 1990 · 1994 · 1998 · 2001 · 2005 · 2007 · 2011 · 2015 · 2019 · 2022
Abchazië: Parlement · 
Albanië: Kuvendi · 
Andorra: Consell General de les Valls · 
Armenië: Azgayin Zhoghov · 
Azerbeidzjan: Milli Məclis · 
België: Federaal Parlement (Senaat en Kamer) · 
Bosnië en Herzegovina: Parlementarna Skupština · 
Bulgarije: Narodno Sobranie · 
Cyprus: Vouli ton Antiprosópon · 
Denemarken: Folketing · 
Duitsland: Bundestag (en Bundesrat) · 
Estland: Riigikogu · 
Finland: Eduskunta · 
Frankrijk: Parlement (Assemblée nationale en Sénat) · 
Georgië: Parlement · 
Griekenland: Vouli · 
Hongarije: Országgyűlés · 
Ierland: Oireachtas (Dáil en Seanad) · 
IJsland: Alþingi · 
Italië: Parlement (Kamer en Senaat) · 
Kazachstan: Parlamenti (Majilis en Senaat) · 
Kosovo: Assemblee · 
Kroatië: Sabor · 
Letland: Saeima · 
Liechtenstein: Landtag · 
Litouwen: Seimas · 
Luxemburg: Chambre · 
Macedonië: Sobranie · 
Malta: Il-Kamra · 
Moldavië: Parlamentul · 
Monaco: Conseil National · 
Montenegro: Skupština · 
Nagorno-Karabach: Azgayin Zhoghov · 
Nederland: Staten-Generaal (Eerste Kamer en Tweede Kamer) · 
Noord-Cyprus: Cumhuriyet Meclisi · 
Noorwegen: Storting · 
Oekraïne: Verchovna Rada · 
Oostenrijk: Nationalrat · 
Polen: Sejm (en Senat) · 
Portugal: Assembleia da Republica · 
Roemenië: Camera Deputaţilor · 
Rusland: Federatieve vergadering (Staatsdoema en Federatieraad) · 
San Marino: Consiglio Grande e Generale · 
Servië: Narodna skupština · 
Slowakije: Národná Rada · 
Slovenië: Državni Zbor en Državni Svet · 
Spanje: Cortes Generales (Senado en Congreso de los Diputados) · 
Transnistrië: Opperste Sovjet · 
Tsjechië: Parlament (Senaat en Kamer van Afgevaardigden) · 
Turkije: Meclis · 
Verenigd Koninkrijk: Parliament (House of Commons en House of Lords) · 
Wit-Rusland: Nationale Vergadering (Huis van Afgevaardigden en Raad van de Republiek) · 
Zuid-Ossetië: Parlement · 
Zweden: Riksdag · 
Zwitserland: Bondsvergadering (Nationale Raad en Kantonsraad)
Cursief: wijst op een niet of slechts deels erkende staat